# Triaenonyx parva
Triaenonyx parva is een hooiwagen uit de familie Triaenonychidae.